# Croissance potentielle
La croissance potentielle est, en macroéconomie, le niveau de croissance économique maximal d'un système économique qui utilise de manière optimale ses facteurs de production au niveau maximal sans qu'il n'y ait de tension inflationniste.

## Concept
La croissance économique reflète l'évolution de la production de valeur ajoutée dans une économie d'année en année. La croissance potentielle est un outil qui permet aux macroéconomistes de déterminer quel est le niveau maximal de croissance qu'une économie peut atteindre, compte tenu des ressources dont elle dispose, sans que des tensions inflationnistes n'apparaissent.
La croissance potentielle est particulièrement utile dans le cadre d'une analyse du cycle économique. En raison des cycles économiques, il existe toujours un écart entre la croissance potentielle et la croissance effectivement réalisée ; la différence entre les deux constitue l’écart de production (ou décalage conjoncturel). Lors d'un écart prolongé, la croissance potentielle est modifiée : les moyens de productions s'ajustent de façon structurelle dans ce cas à une baisse ou une hausse durable de l'activité. Sur le moyen et long terme, la croissance est en moyenne égale à la croissance potentielle, si l'on n'est pas en période d'ajustement budgétaire (réduction du déficit), ou à l'inverse de relance de la croissance par le déficit.
Elle est calculée comme une estimation statistique des valeurs structurelles de l’économie : les niveaux des facteurs de production (stock de capital, quantité de travail fournie estimée à partir de la population active, du taux d'emploi et de la durée du travail) et de la « productivité globale des facteurs » (PGF). Ces valeurs sont estimées à partir des tendances passées ou sur la base de modélisations économiques.

## Évolution de la croissance potentielle en France
Sur le plan historique, on peut considérer que la croissance potentielle :
- dépassait les 5 % entre 1961 et 1973 ;
- a fléchi à 2,5 % entre 1974 et 1999, puis 2 % environ entre 2000 et 2007 ;
- après une chute à 0 % en 2009, est remontée à 1,25 % dans les années 2010.

Pour l’économie française, le taux de croissance potentielle annuel prévu pour la période 2008–2015 se situe entre 1 % (estimation de 2013) et 2,1 % (estimation d'avant crise). Pour la période 2015-2025, l'Insee l'évalue à 1,5 %.